# Маурисио Исла
Маурисио Анибал Исла (на испански: Mauricio Aníbal Isla) е чилийски професионален футболист, който играе като краен бранител или полузащитник в Индепендиенте и чилийския национален отбор по футбол.

## Клубна кариера

### Ранни години
Исла започва кариерата си през 1999 г. в чилийския отбор Университат Католика, като нападател. Тък като е налична липса на качествени защитници, треньора Жозе дел Солар го поставя като такъв. Исла се представя много добре и е извикан в първия тим. Там, обаче не записва нито един официален мач и треньора го връща при младежите.

### Удинезе
През 2007 г. подписва с италиански тим Удинезе 5-годишен договор. Тук той прави професионалния си дебют в мач за Купата на Италия срещу Палермо на 19 декември 2007 г. С екипа на Удинезе записва 127 мача и 6 отбелязани гола.

### Ювентус
През 2012 г. поема към посока Торино, за да подпише с Ювентус. В интервю, той казва: „Това е сбъдната мечта! Ние ще сме най-силния тим в Италия. Това е важно, както за мен, така и за моето семейство, което е работило години, за да стигна дотук.“ Той също споделя, че е щастлив, че ще може да играе с неговия сънародник Артуро Видал. Исла прави своя дебют с бианконерите на 19 септември 2012 г., когато заменя Стефан Лихтщайнер в 77-а минута в мач от Шампионската лига срещу Челси.

### Под наем в Куинс Парк Рейнджърс
На 2 август 2014 г. спортния директор на бианконерите обявява, че Исла ще мине медицински прегледи в лондонския Куинс Парк Рейнджърс.

## Национален отбор
За националния отбор на Чили, Исла има записани 32 мача и 2 гола. Участва на Мондиал 2010 и Копа Америка 2011.

### Световно първенство 2010
На Светотовното първенство във Република Южна Африка отбора на Чили попада в една група с отборите на Испания, Швейцария и Хондурас.
Първият мач е срещу отбора на Хондурас, който Чили печелят с 1 – 0. Във втория мач е постигната победа и срещу Швейцария отново с 1 – 0. Третия мач е загубен от Испания с 1 – 2. Чили се класира на второ място, като на 1/8 фаза среща отбора на Бразилия и губи с 3 – 0 и напуска надпреварата.

### Световно първенство 2014
На Световното първенство във Бразилия, Чили попадат в група B заедно със световния шампион Испания, Холандия и Австралия.
В първия мач срещу Австралия. Отбора на Чили побеждава с 3 – 1. Във втория сблъсък срещу Испания, Исла прави страхотен мач, като Чили побеждава световния шампион с 2 – 0, с което изхвърля шампиона от турнира и се класира към 1/8 фаза. В последния мач от груповата фаза, Чили губи от Холандия и се класира на второ място.
На 1/8 отборът на Чили среща домакина Бразилия. Исла стартира като титуляр. В редовното време мачът завършва 1 – 1. След изпълнение на дузпи, Чили отпада от надпреварата.

## Успехи
Ювентус
- Серия А (2) – 2013, 2014
- Суперкупа на Италия: 2012, 2013

Национален отбор
- Световно първенство до 20 г. – Трето място: 2007 г.